# Битва при Финнсбурге
Битва при Финнсбурге — легендарная битва между фризами и данами, причём доподлинно неизвестно, была ли она. Место битвы также неизвестно. Битва описана в двух раннесредневековых англосаксонских поэмах, а именно: «Финнсбургском фрагменте» и «Беовульфе». Поскольку битва хорошо описана в этом небольшом собрании англосаксонской поэзии, она, вероятно, занимала видное место и была когда-то широко известной. Однако из-за фрагментарности и иносказательности источников эту историю трудно реконструировать. Если конфликт имел историческую основу, он, скорее всего, произошёл около 450 года.

## История
Согласно Финнсбургскому фрагменту, данский принц Хнеф прибыл со своей свитой из шестидесяти воинов, чтобы провести зиму в Финнбурге, резиденции своего фризского зятя Финна, короля фризов. Там между данами и фризами возникла ссора, вероятно начатая фризской стороной — в стихах нет никаких сведений о том, почему это произошло, — и завязалась битва, продолжавшаяся в общей сложности пять дней. Фрагмент также неубедителен в отношении того, кто выиграл битву, и внезапно обрывается. К счастью, в эпической поэме «Беовульф» есть отрывок, в котором Хродгар поёт песню об окончании битвы под названием «Freswael» («Фрзская бойня»), о которой идёт речь в «Финнсбургском фрагменте».
Из Беовульфа можно сделать вывод, что битву выиграли фризы. Датский принц Хнеф также убит в бою, но и сын Финна тоже среди павших. Наконец, враждующие фракции заключают мир, и новому лидеру Хенгесту разрешается уйти с выжившими данами.